# Adolf Anderssen
Karl Ernst Adolf Anderssen (Breslavia, 6 de julio de 1818-Breslavia, 13 de marzo de 1879) fue un ajedrecista alemán. Uno de los más destacados maestros del ajedrez romántico del siglo XIX. Su carrera se desarrolló antes de la aparición de los Campeonatos del Mundo, pese a lo cual fue considerado el mejor jugador del planeta. Destacó por su juego agresivo y combinativo. Sus dos grandes creaciones son dos partidas conocidas como La Inmortal y La Siempreviva.

## Los comienzos
Anderssen nació en Breslau, Alemania (actual Wrocław, Polonia) en 1818. Vivió en su ciudad natal la mayor parte de su vida. Nunca se casó y vivía con su madre viuda y su hermana soltera. Se graduó en el gimnasium público de Breslavia y luego asistió a la universidad, donde estudió matemáticas y filosofía. Después de licenciarse en 1847 trabajó como profesor de matemáticas. Pero su pasatiempo y gran pasión era jugar al ajedrez.
Cuando Anderssen tenía nueve años, su padre le enseñó el juego. También dijo haber aprendido de niño la estrategia del juego en el libro de William Lewis Cincuenta partidas entre Labourdonnais y McDonnell (1835).

## Carrera

### Inicios
Anderssen no fue un niño prodigio del ajedrez: sus progresos resultaron de su motivación por el juego y un esfuerzo deliberado, y en 1840, a la edad de veintidós años, aún no había superado a maestros como Ludwig Bledow, von der Lasa y Wilhelm Hanstein. Su desarrollo fue lento en gran parte porque carecía de los medios y el tiempo necesario para jugar muchas partidas contra rivales cualificados. 
La primera vez que atrajo la atención del mundo del ajedrez fue cuando publicó un libro de problemas de ajedrez en 1842. Luego, en 1846, se convirtió en el editor de la revista Schachzeitung (más tarde llamada Deutsche Schachzeitung), puesto que conservó hasta 1865.

### Londres 1851
En 1848 empató una partida con el jugador profesional Daniel Harrwitz. A consecuencia de este encuentro y a su reputación en general, recibió una invitación para ser el representante alemán en el primer torneo internacional de la historia, Londres 1851, en el que tomarían parte los principales maestros del mundo. 
Anderssen no estaba muy convencido de aceptar la invitación, ya que los costos del viaje eran demasiado altos para su limitado presupuesto. Sin embargo, Howard Staunton, principal organizador del evento, se ofreció a pagarle los gastos del viaje en caso de que no obtuviera ningún premio. Ante esta generosa oferta, Anderssen decidió asistir. Venció a Lionel Kieseritzky, József Szén, el propio Staunton, y a Marmaduke Wyvill, ganando el torneo.
También es recordado por dos célebres partidas amistosas en las que venció mediante combinaciones que involucraron grandes sacrificios de piezas. En la primera, llamada La Inmortal, conduciendo las blancas contra Lionel Kieseritzky en Londres en 1851, sacrificó un alfil, las dos torres y finalmente la dama. En la segunda partida, llevada a cabo en Berlín en 1852, con las blancas ante Jean Dufresne, el sacrificio de piezas fue más modesto, pero más elegante. Fue bautizada La Siempreviva por Steinitz.
En los años siguientes, fue considerado por muchos como el más importante jugador del mundo, hasta que en 1858 fue derrotado por el estadounidense Paul Morphy en un encuentro celebrado en París (-7 +2 =2). 
Anderssen empleó el curioso movimiento inicial 1.a3 en ese encuentro, por lo que se lo llama la apertura Anderssen. A pesar de ello, esta apertura nunca se popularizó en competiciones de categoría.

## Londres 1862
Tres años después de ser derrotado por Morphy, Andersen ganó el torneo de Londres en 1862, el primer evento internacional round-robin (en el cual cada participante juega una partida contra todos los demás) con una puntuación de doce victorias sobre trece partidos, perdiendo sólo contra John Owen.
En 1866 jugó y perdió un encuentro contra Wilhelm Steinitz, por seis partidas ganadas y ocho perdidas. El encuentro introdujo cierto número de ideas nuevas en el campo de la estrategia del ajedrez. Algunos escritores modernos dicen que después de este encuentro, Steinitz era el campeón mundial, pero los mismos jugadores no hicieron tal reclamo ni tampoco otra persona de la época. Más tarde Anderssen perdería un segundo encuentro contra Steinitz.

## Baden-Baden 1870
El logro más grande de Anderssen llegó casi al final de su vida, cuando ganó en Baden-Baden (1870), el torneo más intenso que se haya jugado para la época. Terminó primero, por encima de su viejo rival Steinitz, así como también de los grandes jugadores Neumann y Blackburne.
En Leipzig (1877) quedó en segundo lugar, siendo su última gran victoria. Tenía 59 años y murió dos años después.
La revista Deutsche Schachzeitung escribió una nota por su muerte con un obituario de diecinueve páginas.